# Mariä Himmelfahrt (Fürstenzell)

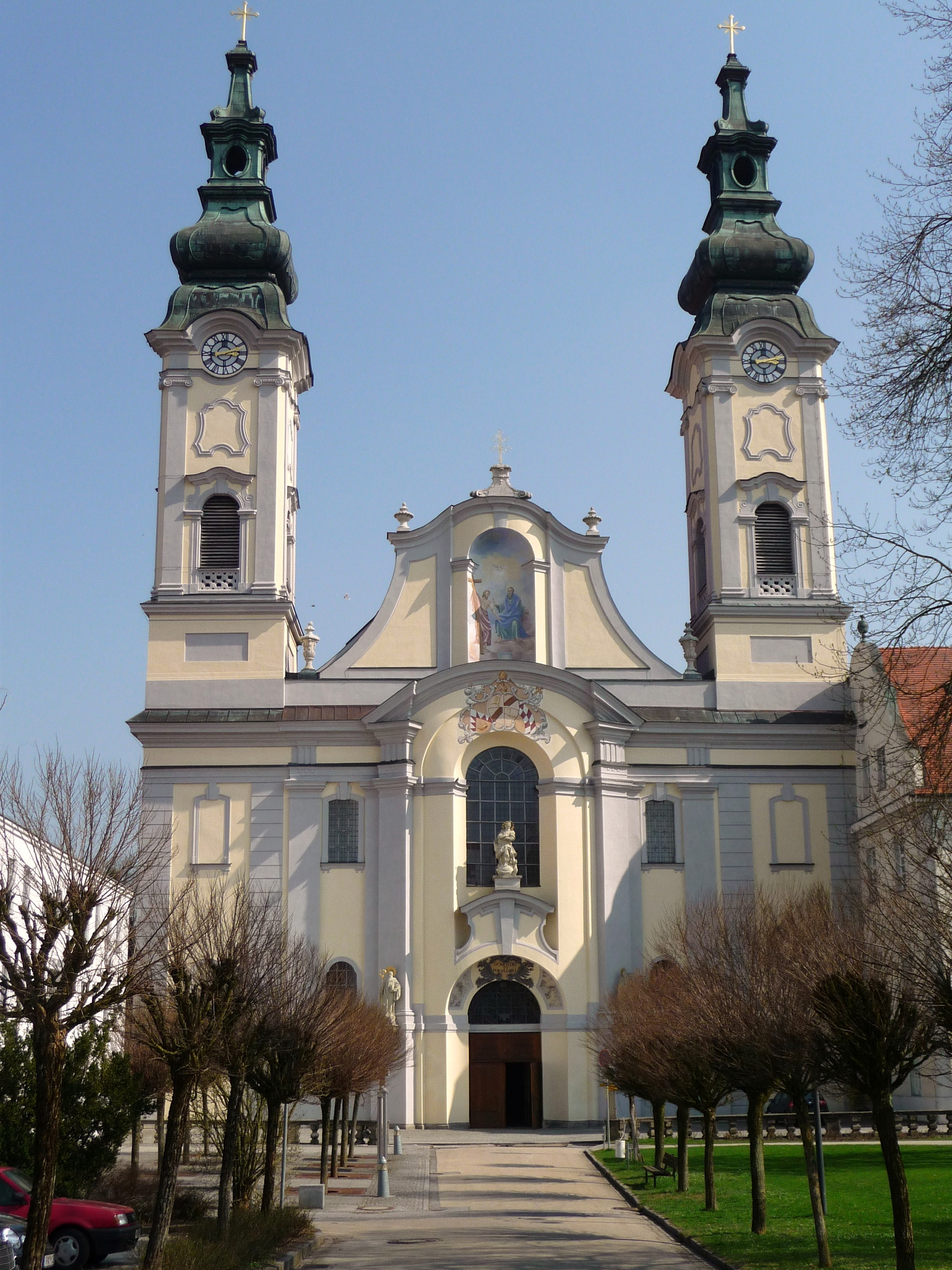
Die Pfarr- und ehemalige Abteikirche Maria Himmelfahrt in Fürstenzell

Die Pfarrkirche Mariä Himmelfahrt in Fürstenzell wurde 1748 als neuerbaute Pfarrkirche der Pfarrei Fürstenzell eingeweiht und ersetzte die ehemalige Abteikirche der Zisterzienserabtei Fürstenzell.

## Baugeschichte
Unter Abt Stephan III. Mayr wurde die baufällige alte Klosterkirche abgerissen und an ihrer Stelle der heute vorhandene „Dom des Rottals“ errichtet.
Der als Architekt unerfahrene Passauer Bildhauer Joseph Matthias Götz begann 1739 mit dem Neubau anstelle des abgerissenen mittelalterlichen Vorgängerbaues. Die Außenmauern standen bereits, als Götz entlassen wurde und der bekannte Baumeister Johann Michael Fischer aus München an seine Stelle trat.
Fischer lieferte 1740 neue Pläne vor allem für die Innenarchitektur und die Fassade. Er selbst inspizierte nur dreimal bis 1745 die Baustelle, sein Palier Martin Wöger stellte den Außenbau innerhalb eines Jahres fertig. Die breite Doppelturmfassade wurde 1744 aufgerichtet. 1748 nach der Vollendung des Nordturms erfolgte die feierliche Konsekration durch Fürstbischof Joseph Dominikus von Lamberg. Die Vollendung des Südturms dauerte noch bis zum Jahr 1774.
Seit der Säkularisation in Bayern von 1803 dient die Kirche als Pfarrkirche. Im 19. Jahrhundert wurde der Mönchschor, der den Chorschluss eingenommen hatte, entfernt. An seine Stelle rückte der ursprünglich näher am Langhaus befindliche Hochaltar.

## Architektur
Vor der ungewöhnlich breiten Fassade liegt ein weiter, unregelmäßig begrenzter Hof. Ein großes Mittelfenster bricht die Stirnschwellung auf, vor dem Fenster steht eine Immaculata aus der Hand von Wolfgang Reitmayr aus Vilshofen. Die Heiligen Benedikt und Bernhard, ebenfalls von Reitmayr, flankieren das Portal. Die beiden Türme mit ihren reich bewegten Helmkronen erreichen eine Höhe von 57 Metern.
Die Kirche ist eine Wandpfeilerkirche mit eingezogenem Chor. Fischer gab ihr eine innere Raumschale mittels verkleideter Pfeilerfronten, abgerundeten Ecken und besonders in den Raum hineinragenden Emporenbrüstungen, welche die Wandpfeiler in konvexen Schwüngen verspannen. Der ganze Raum wird von einer großen, im Halbkreis geführten Tonne abgeschlossen. Auch der verhältnismäßig tiefe Chor wird von einer Tonne überwölbt.

## Inneres

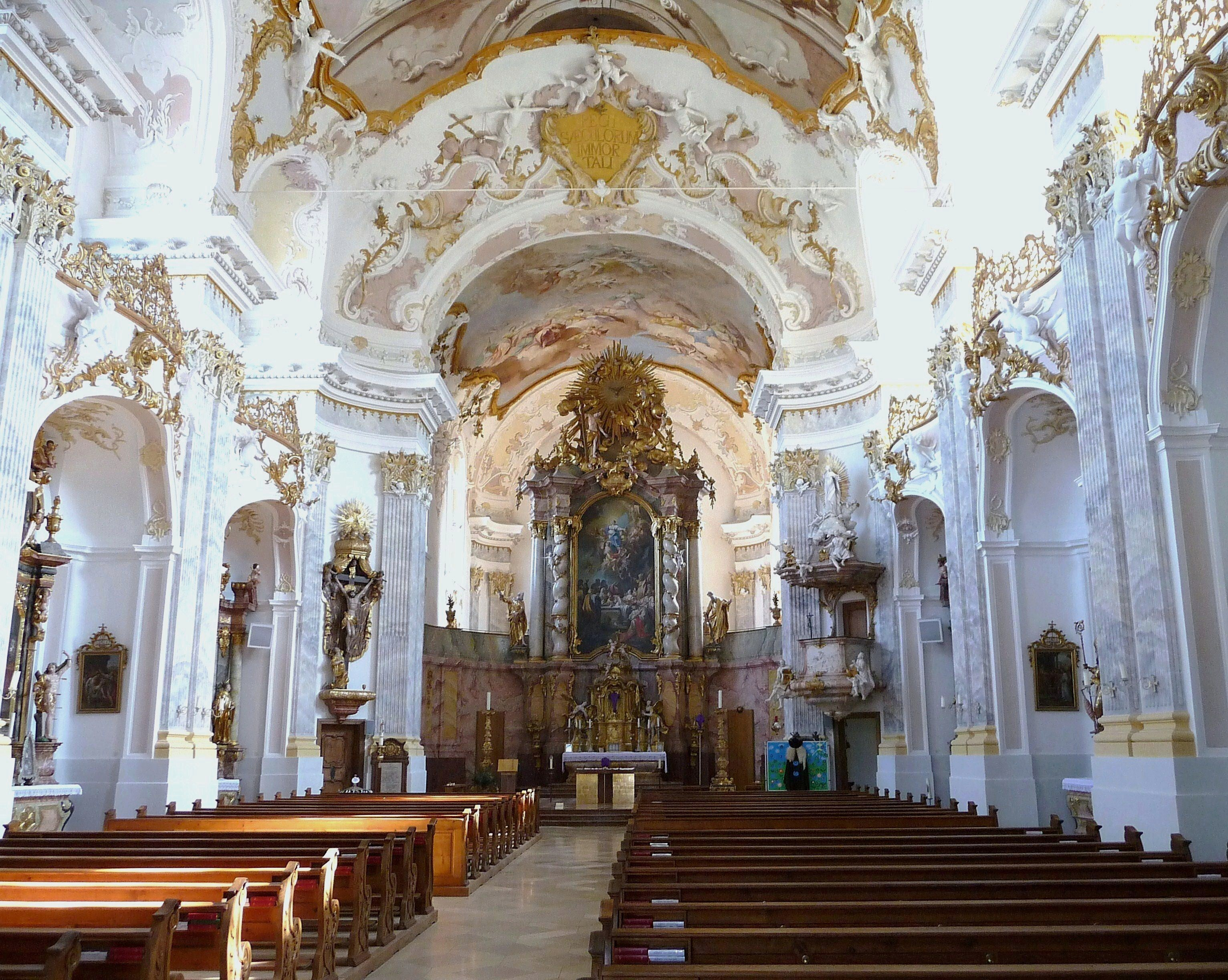
Innenansicht der Kirche

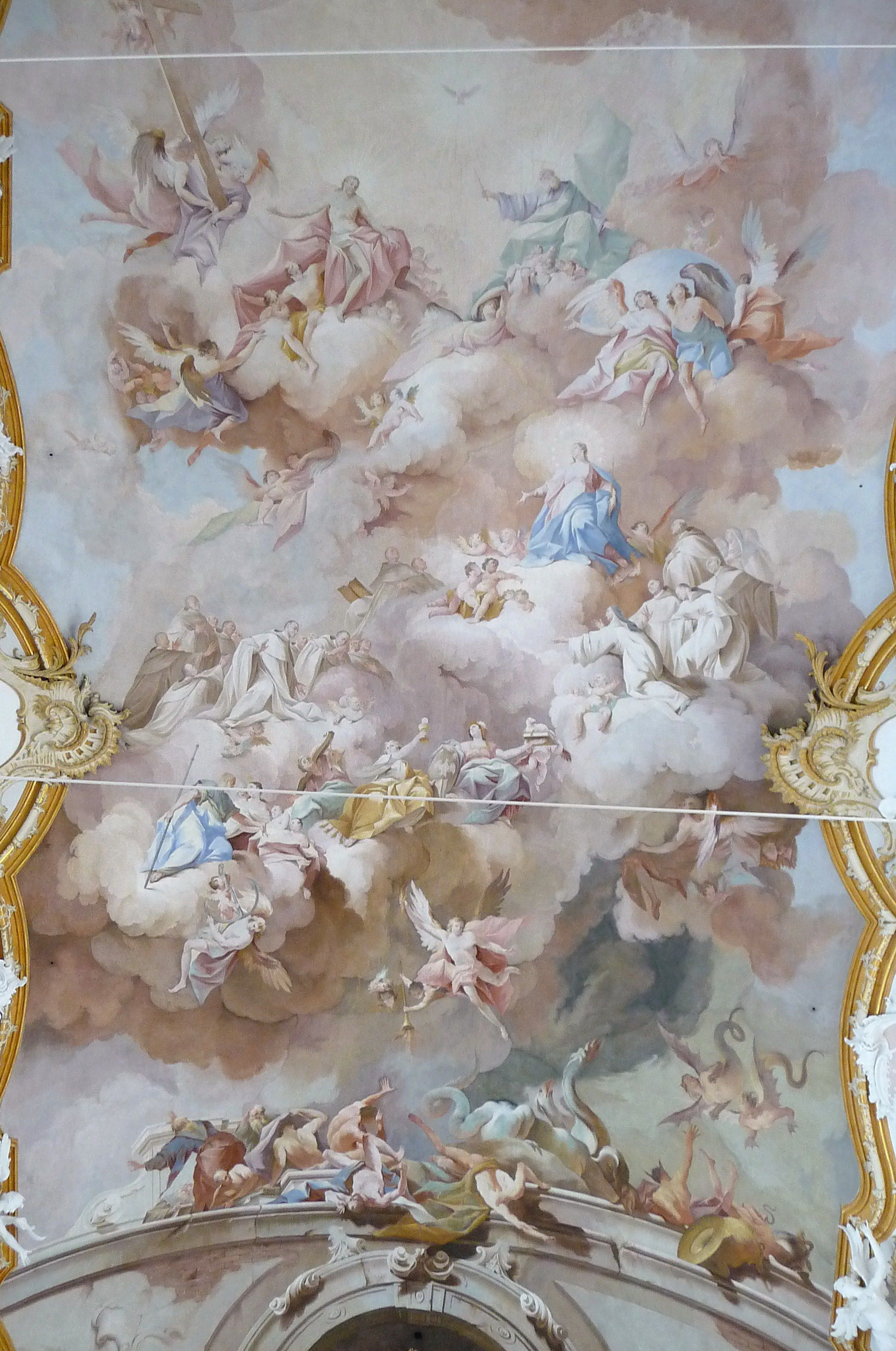
Das Deckenfresko im Langhaus

### Stuckierung
Johann Baptist Modler aus Kößlarn ist der Stuckator der Kirche. Im Kirchenschaff war J. G. Funk sein Mitarbeiter an den Heiligenfiguren und am Rocaillewerk. Die reiche Dekoration verkettet die Pilasterkapitelle mit den Gitterbrüstungen der Emporen und verstärkt ihren Schwellungsgrad. Die sonstige Stuckatur in Weiß, Gelb, Rosa und Gold ist der umfangreichen Malerei untergeordnet.

### Fresken

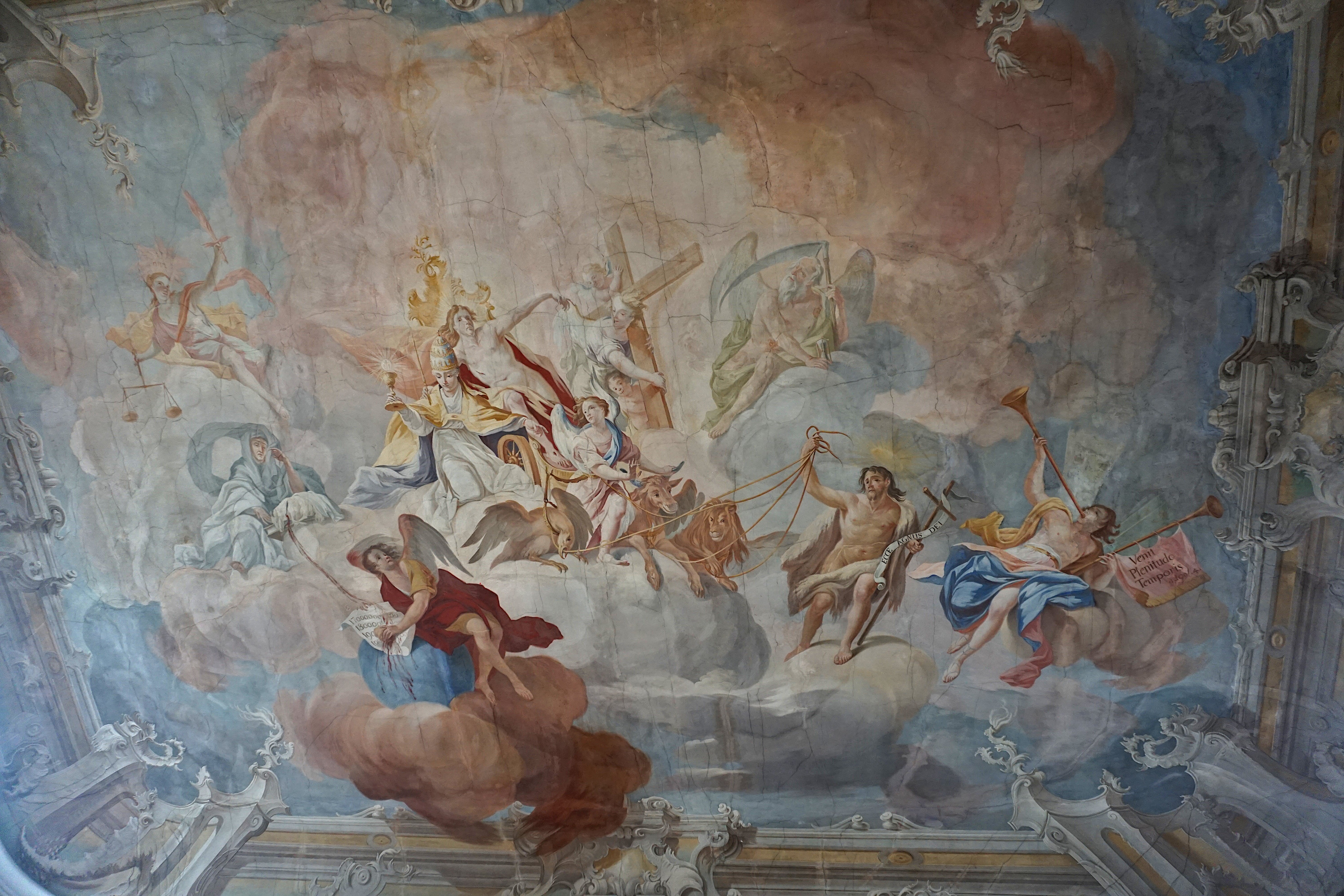
Das Deckenfresko im Treppenhaus über der Sakristei

Der Tiroler Johann Jakob Zeiller ist der Meister der Freskomalerei. Das Deckenfresko im Chor gibt die Anbetung des Lammes aus der Offenbarung des Johannes wieder. Das 30 Meter lange und 15 Meter breite Deckengemälde im Langhaus zeigt die Zisterzienser, geführt von allegorischen Figuren der Gelübde und Tugenden, auf den Wolken vor Maria und der allerheiligsten Dreifaltigkeit. Die Verstoßenen hingegen stürzen hinab. Vorbild war das Fresko in der neapolitanischen Kirche S. Domenico Maggiore von Zeillers Lehrer Francesco Solimena.

### Hochaltar
Zeiller malte auch das Altarblatt des 1741 vollendeten Hochaltars, darstellend Maria Himmelfahrt. Die Apostel bleiben ergriffen zurück. Der Münchner Johann Baptist Straub ist der Schöpfer des Hochaltares. Dieser besitzt zwei Drehsäulen und einen hohen, bewegten Auszug, in dem die Hl. Dreifaltigkeit Maria erwartet. Zwei Engel neigen sich verehrend dem Tabernakel zu. Ursprünglich stand der Altar auf der vorderen Chorbühne näher zum Langhaus. Der Tabernakel mit zurückgeschlagenen Vorhängen, bekrönt mit Putten darstellend Glaube, Hoffnung und Liebe, stammt ebenfalls von Straub. An den Seiten des Hochaltares stehen Figuren der Apostelfürsten Petrus und Paulus.

### Seitenaltäre
Die Seitenaltäre wurden um 1720 bis 1730 von Joseph Matthias Götz noch für den Vorgängerbau der jetzigen Kirche geschaffen. Zeiller stattete einige von ihnen 1746 mit neuen Gemälden aus. Andreas Math, Fassmaler aus Vilshofen, fasste alle Bildhauerarbeiten in Gold und Silber und malte außerdem die Rundel der Seitenaltäre.

#### Linke Seite
Links vorne befindet sich die Marienkapelle. Das Gemälde ist eine Kopie des Werkes des spanischen Meisters Antolinez (1635–1675), welches sich in der Alten Pinakothek befindet. Links steht eine Figur des hl. Wolfgang, rechts des hl. Leonhard. Über der Tür befindet sich ein lebensgroßes Kreuz älteren Datums.
Es folgt die Kapelle der christlichen Unterweisung mit einem Altarbild von Johann Degler aus Weilheim. Es zeigt Joachim und Anna, Maria lehrend, die erfüllt vom Hl. Geist selbst zur Lehrmeisterin wird. Die Standfiguren stellen rechts den hl. Sebastian und links den hl. Rochus dar, die Figur im Rundel von Andreas Math zeigt den hl. Johannes den Täufer.
Deglers Altargemälde der folgenden Dreikönigskapelle hat die Anbetung der Weisen zum Thema, im Rundel malte Math die Anbetung der Hirten. Die Standfiguren stellen rechts den hl. Jakobus den Älteren und links den hl. Apostel Philippus dar.
Der Altar der Taufkapelle ist verlorengegangen. Das Gemälde eines unbekannten Meisters über dem Taufstein zeigt die heiligen Johannes den Täufer, Benedikt, Bernhard, Margaretha und Cäcilia, die Muttergottes verehrend.

#### Rechte Seite
Die Kanzel rechts vorne schuf Johann Baptist Modler. An der Brüstung befindet sich ein Relief, welches das Gleichnis vom Unkraut unter dem Weizen illustriert.
Die Bernhardskapelle besitzt ein Bild Zeillers mit der Vision des hl. Bernhard. Die Standfiguren zeigen Maria und Johannes unter dem Kreuz, in der Bekrönung befindet sich ein Engelchen mit Bienenkorb als Symbol des hl. Bernhards.
In der Michaelskapelle zeigt das Gemälde Deglers den Kampf Michaels mit Luzifer. Math malte im Rundel das Bildnis der hl. Elisabeth von Thüringen. Die Standfiguren stellen rechts den hl. Ludwig und links den hl. Erasmus dar.
In der Nepomukkapelle ist durch Zeiller der hl. Johannes Nepomuk Almosen verteilend am Prager Hof dargestellt. Im Rundel malte Math die hll. Margaretha und Caecilia, Standfiguren sind rechts die hl. Apollonia und links die hl. Barbara.
Der ursprüngliche Altar in der Kriegerkapelle ist verlorengegangen. Die Plastik eines Augsburger Meisters zeigt die schmerzhafte Mutter, darüber befindet sich ein Allerheiligenbild eines unbekannten Meisters.

### Rückwand
In der Rückwand befindet sich das Grabdenkmal des Abtes Pankratius (1496–1512). Es wurde von dem Bildhauer Jürgen Gartner, einem Mitglied der Passauer Dombauhütte, geschaffen. Das Orgelgehäuse und die Balustrade auf der Emporenbrüstung sind Werke des Bildhauers Wolfgang Reitmayr.

## Glocken
Die Kirche verfügt über insgesamt sechs Glocken.
| Glocke | Name         | Schlagton | Gewicht | Gießer           | Gussjahr |
| 1      | Michael      | h0        | 2100 kg | Perner, Passau   | 1951     |
| 2      | Herz Jesu    | cis1      | 1800 kg | Hamm, Regensburg | 1946     |
| 3      | Maria        | e1        | 1100 kg | Hamm, Regensburg | 1946     |
| 4      | Schutzengel  | fis1      | 700 kg  | Hamm, Regensburg | 1946     |
| 5      | Josef        | a1        | 400 kg  | Hamm, Regensburg | 1946     |
| 6      | Sterbeglocke |           |         | Anton Gugg       | 1869     |